# 2007년 포뮬러 원 시즌

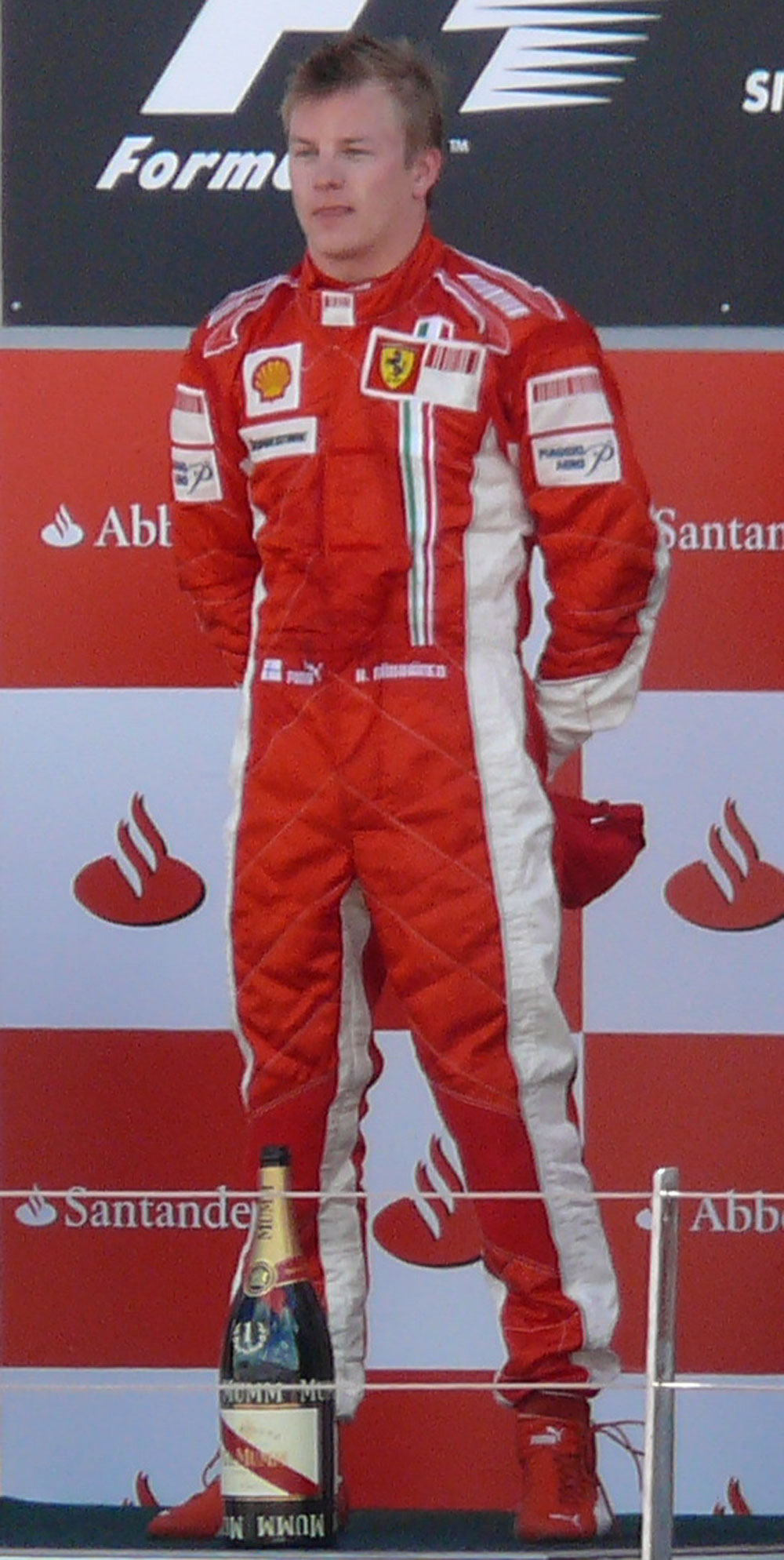
2007년 포뮬러 원 시즌 우승자 키미 라이코넨

2007년 포뮬러 원 시즌은 58번째 FIA 포뮬러 원 시즌이다. 이 시즌은 3월 18일 오스트레일리아 그랑프리를 시작으로 10월 21일 브라질 그랑프리까지 총 17경기로 치러졌다. 이 시즌부터 브리지스톤이 타이어를 독점 공급하였다. 페라리가 팀의 컨스트럭터 챔피언십 우승을 거두었고, 키미 라이코넨이 드라이버 챔피언십 우승을 차지했다.

## 팀과 드라이버
| 팀                             | 컨스트럭터        | 차량           | 엔진               | 타이어 | No. | 드라이버            | 라운드    | No.  | 테스트/리저브 드라이버 |
| ------------------------------ | ----------------- | -------------- | ------------------ | ------ | --- | ------------------- | --------- | ---- | ---------------------- |
| 보다폰 맥라렌 메르세데스       | 맥라렌-메르세데스 | MP4-22         | 메르세데스 FO 108T | B      | 1   | 페르난도 알론소     | All       | 빈칸 | 빈칸                   |
| 보다폰 맥라렌 메르세데스       | 맥라렌-메르세데스 | MP4-22         | 메르세데스 FO 108T | B      | 2   | 루이스 해밀턴       | All       | 빈칸 | 빈칸                   |
| ING 르노 F1 팀                 | 르노              | R27            | 르노 RS27          | B      | 3   | 지안카를로 피지켈라 | All       | 빈칸 | 빈칸                   |
| ING 르노 F1 팀                 | 르노              | R27            | 르노 RS27          | B      | 4   | 헤이키 코발라이넨   | All       | 빈칸 | 빈칸                   |
| 스쿠데리아 페라리 말보로       | 페라리            | F2007          | 페라리 056         | B      | 5   | 펠리페 마사         | All       | 빈칸 | 빈칸                   |
| 스쿠데리아 페라리 말보로       | 페라리            | F2007          | 페라리 056         | B      | 6   | 키미 라이코넨       | All       | 빈칸 | 빈칸                   |
| 혼다 레이싱 F1 팀              | 혼다              | RA107          | 혼다 RA807E        | B      | 7   | 젠슨 버튼           | All       | 34   | 크리스티안 클레인      |
| 혼다 레이싱 F1 팀              | 혼다              | RA107          | 혼다 RA807E        | B      | 8   | 후벵스 바히셸루     | All       | 34   | 크리스티안 클레인      |
| BMW 자우버 F1 팀               | BMW 자우버        | F1.07          | BMW P86/7          | B      | 9   | 닉 하이트펠트       | All       | 35   | 제바스티안 페텔        |
| BMW 자우버 F1 팀               | BMW 자우버        | F1.07          | BMW P86/7          | B      | 10  | 로베르트 쿠비차     | 1–6, 8–17 | 35   | 제바스티안 페텔        |
| BMW 자우버 F1 팀               | BMW 자우버        | F1.07          | BMW P86/7          | B      | 10  | 제바스티안 페텔     | 7         | 35   | 제바스티안 페텔        |
| 파나소닉 토요타 레이싱         | 토요타            | TF107          | 토요타 RVX-07      | B      | 11  | 랄프 슈마허         | All       | 빈칸 | 빈칸                   |
| 파나소닉 토요타 레이싱         | 토요타            | TF107          | 토요타 RVX-07      | B      | 12  | 야르노 트룰리       | All       | 빈칸 | 빈칸                   |
| 레드불 레이싱                  | 레드불-르노       | RB3            | 르노 RS27          | B      | 14  | 데이비드 쿨사드     | All       | 빈칸 | 빈칸                   |
| 레드불 레이싱                  | 레드불-르노       | RB3            | 르노 RS27          | B      | 15  | 마크 웨버           | All       | 빈칸 | 빈칸                   |
| AT&T 윌리엄스                  | 윌리엄스-토요타   | FW29           | 토요타 RVX-07      | B      | 16  | 니코 로스베르크     | All       | 38   | 가즈키 나카지마        |
| AT&T 윌리엄스                  | 윌리엄스-토요타   | FW29           | 토요타 RVX-07      | B      | 17  | 알렉산더 위르츠     | 1–16      | 38   | 가즈키 나카지마        |
| AT&T 윌리엄스                  | 윌리엄스-토요타   | FW29           | 토요타 RVX-07      | B      | 17  | 가즈키 나카지마     | 17        | 38   | 가즈키 나카지마        |
| 스쿠데리아 토로 로소           | 토로 로소-페라리  | STR2           | 페라리 056         | B      | 18  | 비탄토니오 리우찌   | All       | 빈칸 | 빈칸                   |
| 스쿠데리아 토로 로소           | 토로 로소-페라리  | STR2           | 페라리 056         | B      | 19  | 스콧 스피드         | 1–10      | 빈칸 | 빈칸                   |
| 스쿠데리아 토로 로소           | 토로 로소-페라리  | STR2           | 페라리 056         | B      | 19  | 제바스티안 페텔     | 11–17     | 빈칸 | 빈칸                   |
| 이티하드 알다르 스파이커 F1 팀 | 스파이커-페라리   | F8-VII F8-VIIB | 페라리 056         | B      | 20  | 아드리안 수틸       | All       | 빈칸 | 빈칸                   |
| 이티하드 알다르 스파이커 F1 팀 | 스파이커-페라리   | F8-VII F8-VIIB | 페라리 056         | B      | 21  | 크리스티안 알베르   | 1–9       | 빈칸 | 빈칸                   |
| 이티하드 알다르 스파이커 F1 팀 | 스파이커-페라리   | F8-VII F8-VIIB | 페라리 056         | B      | 21  | 마르쿠스 윙켈호크   | 10        | 빈칸 | 빈칸                   |
| 이티하드 알다르 스파이커 F1 팀 | 스파이커-페라리   | F8-VII F8-VIIB | 페라리 056         | B      | 21  | 사콘 야마모토       | 11–17     | 빈칸 | 빈칸                   |
| 수퍼 아구리 F1 팀              | 수퍼 아구리-혼다  | SA07           | 혼다 RA807E        | B      | 22  | 다쿠마 사토         | All       | 빈칸 | 빈칸                   |
| 수퍼 아구리 F1 팀              | 수퍼 아구리-혼다  | SA07           | 혼다 RA807E        | B      | 23  | 안토니 데이비슨     | All       | 빈칸 | 빈칸                   |

## 포뮬러 원 2007년 경기일정
| 라운드 | 경기 이름               | 그랑프리          | 서킷                                           | 날짜      |
| ------ | ----------------------- | ----------------- | ---------------------------------------------- | --------- |
| 1      | 오스트레일리아 그랑프리 | 오스트레일리아 GP | 앨버트 파크, 멜버른                            | 3월 18일  |
| 2      | 말레이시아 그랑프리     | 말레이시아 GP     | 세팡 인터내셔널 서킷, 쿠알라룸푸르             | 4월 8일   |
| 3      | 바레인 그랑프리         | 바레인 GP         | 바레인 인터내셔널 서킷, 사히르                 | 4월 15일  |
| 4      | 스페인 그랑프리         | 스페인 GP         | 카탈루냐 서킷, 바르셀로나                      | 5월 13일  |
| 5      | 모나코 그랑프리         | 모나코 GP         | 모나코 서킷, 몬테카를로                        | 5월 27일  |
| 6      | 캐나다 그랑프리         | 캐나다 GP         | 질 빌너브 서킷, 몬트리올                       | 6월 10일  |
| 7      | 미국 그랑프리           | 미국 GP           | 인디애나폴리스 모터 스피드웨이, 인디애나폴리스 | 6월 17일  |
| 8      | 프랑스 그랑프리         | 프랑스 GP         | 느베르 마그니-쿠르 서킷, 마그니-쿠르           | 7월 1일   |
| 9      | 영국 그랑프리           | 영국 GP           | 실버스톤 서킷, 실버스톤                        | 7월 8일   |
| 10     | 유럽 그랑프리           | 유럽 GP           | 뉘르부르크링, 뉘르부르크                       | 7월 22일  |
| 11     | 헝가리 그랑프리         | 헝가리 GP         | 헝가로링, 부다페스트                           | 8월 5일   |
| 12     | 터키 그랑프리           | 터키 GP           | 이스탄불 파크, 이스탄불                        | 8월 26일  |
| 13     | 이탈리아 그랑프리       | 이탈리아 GP       | 몬차 자동차 경주장, 몬차                       | 9월 9일   |
| 14     | 벨기에 그랑프리         | 벨기에 GP         | 스파-프랑코샹 서킷, 스파                       | 9월 16일  |
| 15     | 일본 그랑프리           | 일본 GP           | 후지 스피드웨이, 오야마                        | 9월 30일  |
| 16     | 중국 그랑프리           | 중국 GP           | 상하이 인터내셔널 서킷, 상하이                 | 10월 7일  |
| 17     | 브라질 그랑프리         | 브라질 GP         | 호세 카를로스 파시 자동차 경주장, 상파울루     | 10월 21일 |